# Friedrich Daniel von Recklinghausen
Friedrich Daniel von Recklinghausen (pronunciación: [ˈʁɛklɪŋhaʊzən]; (Gütersloh, Westfalia, 2 de diciembre de 1833 - Estrasburgo 26 de agosto de 1910) Patólogo alemán que ejerció en Wurzburgo (1866-1872) y Estrasburgo (1872-1906). Es el padre del fisiólogo Heinrich von Recklinghausen (1867-1942).

## Historial académico
Estudió medicina en las Universidades de Bonn y Berlín, obteniendo su doctorado más tarde en la institución en 1855. Después de haber estudiado Anatomía Patológica bajo la tutela de Rudolf Virchow, y obtuvo su doctorado con Virchow que fue su asesor. Posteriormente se encargaría de un trabajo educacional en Viena, Roma y París. De 1866 a 1872 fue profesor en la Universidad de Wurzburgo y por tres décadas más (1872-1906) profesor en la Universidad de Estrasburgo. En esta ciudad ayudó a reclutar un número importante de gente para la escuela, como el anatomista Waldeyer-Hartz (1836-1921).

## Contribuciones
En 1882 Recklinghausen realizó una monografía revisando los estudios previos y caracterizó los tumores de la Neurofibromatosis Tipo I o NF-1 conocidos como neurofibromas, consistente en una gran acumulación de células nerviosas y tejido fibroso. La NF-1 también es llamada «enfermedad de von Recklinghausen» en su honor.
En 1889 Recklinghausen acuñó el término hemocromatosis, y fue el primero en probar la relación entre ésta y la acumulación de hierro en los tejidos corporales. Esa enfermedad fue descrita inicialmente en 1865 por Armand Trousseau.
Recklinghausen publicó sus descubrimientos en Hämochromatose, Tageblatt der Naturforschenden Versammlung. También estableció el método de teñir las líneas de cruce de la célula con plata, un procedimiento que llevó a que Julius Friedrich Cohnheim investigar sobre migración de leucocitos e inflamación. en 1910, acuñó el término de oncosis (derivado de onkos, es decir inflamación. Este término es utilizado para describir la muerte celular por isquemia. En resumen, el dio crédito con la presentación de importantes estudios en el corazón y la circulación.

## Trabajos escritos
- Die Lymphgefässe und ihre Beziehung zum Bindegewebe (1862).
- Ueber Eiter- und Bindegewebskörperchen in Virchow's Archiv für pathologische Anatomie und Physiologie, und für klinische Medicin, Berlín, (1863), 28: 157-197. Here Recklinghausen described granular cells in the frog mesentery, later named "mast cells" by Paul Ehrlich (1854-1915).
- Über die multiplen Fibrome der Haut und ihre Beziehung zu den multiplen Neuromen. Festschrift für Rudolf Virchow. Berlín, (1882). (treatise on Recklinghausen’s disease).
- Handbuch der allgemeinen Pathologie des Kresilaufes und der Ernährung. In Theodor Billroth and Georg Albert Lücke, publishers: Deutsche Chirurgie, Lfg. 2, 3, Stuttgart, (1883).
- Hämochromatose. Tageblatt der Naturforschenden Versammlung (1889), Heidelberg, 1890: 324.
- Ueber Akromegalie. Virchow's Archiv für pathologische Anatomie und Physiologie und für klinische Medizin, Berlín, (1890), 119: 36.
- Demonstration von Knochen mit Tumor bildender Ostitis deformans. Tageblatt der Naturforschenden Versamlung 1889. Heidelberg, (1890), p 321.
- Osteoplastische Carcinose in ihren gegenseitigen Beziehungen. Festschrift für Rudolf Virchow. Berlín, Georg Reimer Verlag, 1891[2]